# Park Yoo-chun
Park Yoo-chun (hangul: 박유천; hanja: 朴有天; rr: Bak Yu-cheon; nascido em 4 de junho de 1986) e mais conhecido pelo monônimo Yoochun e Yuchun (ユチョン, Yuchon) (no Japão), é um cantor, compositor e ator sul-coreano. Ele estreou em sua carreira artística em 2003, como um membro do grupo masculino TVXQ e mais tarde em 2010, migrou para o também grupo masculino JYJ. Em sua carreira na atuação estrelou os dramas televisivos Sungkyunkwan Scandal (2010), Miss Ripley (2011), Rooftop Prince (2012), Missing You (2012), Three Days (2014) e The Girl Who Sees Smells (2015).
Em 23 de abril de 2019, sua aposentadoria da indústria do entretenimento foi anunciada após controvérsia envolvendo seu uso de metanfetamina.

## Biografia

### Infância e adolescência
Park Yoo-chun nasceu em 4 de junho de 1986 em Seul, Coreia do Sul. Sua família mudou-se para os Estados Unidos no ano de 1998. Ele morou em Fairfax, Virgínia, onde frequentou a Holmes Middle School, Rocky Run Middle School e a Chantilly High School. Mais tarde, seus pais se divorciaram. Em 2001, Park ganhou um prêmio no American Music Festival e depois retornou a Coreia do Sul após ser observado pela Brothers Entertainment. O retorno de Park ao país, teve o intuito de que ele pudesse se preparar para sua estreia no mercado musical. Mais tarde, ele foi contratado como um trainee pela S.M Entertainment.

## Carreira

### 2003-2009: Estreia com o TVXQ e início da carreira solo
Após um período de treinamento relativamente curto de um ano e cinco meses, Park estreou como membro do grupo masculino TVXQ, durante uma apresentação especial das cantoras BoA e a estadunidense Britney Spears, exibido pela emissora SBS, em 26 de dezembro de 2003. A partir de 2005, Park iniciou sua carreira na atuação, realizando papeis secundários na televisão com os membros do TVXQ, em Banjun Theatre (2005) e Vacation (2006). Em 2009, ele realizou uma participação na canção "Tokyo Lovelight" do DJ Makai para seu extended play Stars e também foi um dos rappers da canção "Heartquake", uma faixa de Sorry, Sorry, terceiro álbum de estúdio de seus colegas de agência Super Junior.
Park realizou atividades promocionais com o TVXQ até julho de 2009, quando ele e dois de seus colegas de grupo, Jaejoong e Junsu, entraram com uma ação contra a S.M. Entertainment. Por meio de seus advogados, os membros declararam que o contrato de treze anos era excessivamente longo, os cronogramas tinham de ser cumpridos sem a confirmação ou permissão dos membros, os termos do contrato haviam sido estendidos e alterados sem seu conhecimento ou consentimento, além disso, foi alegado que os ganhos do grupo não eram distribuídos razoavelmente aos membros.

### 2010-2012: Estreia de JYJ e reconhecimento como ator
Após o selo japonês do TVXQ anunciar uma pausa nas atividades do grupo ainda no início de 2010, o trio formou um novo grupo de três membros, inicialmente conhecido como Junsu / Jaejoong / Yuchun no Japão. Em junho de 2010, Park iniciou sua carreira de ator oficialmente, aparecendo no drama móvel japonês da  BeeTV, Beautiful Love ～ ~ が れ ば, como Young-soo, o herdeiro fugitivo de um conglomerado. Dois meses depois, ele fez sua estréia na Coreia como ator no drama Sungkyunkwan Scandal (2010) da KBS, onde interpretou Lee Seon Joon, um nobre que se apaixona por seu colega de escola - uma mulher disfarçada de homem. Ele recebeu os prêmios de "Rookie do Ano", "Prêmio do internauta" e de "Melhor Casal" na cerimônia KBS Drama Awards de 2010. Ele venceu o prêmio de "Melhor Recém-chegado" e "Ator mais popular de um drama de TV" no Baeksang Arts Awards, o mais prestigiado prêmio de entretenimento da Coreia do Sul. Além disso, Park também venceu os prêmios de "Melhor Ator" e "Ator Asiático Mais Popular" no Seoul International Drama Awards.

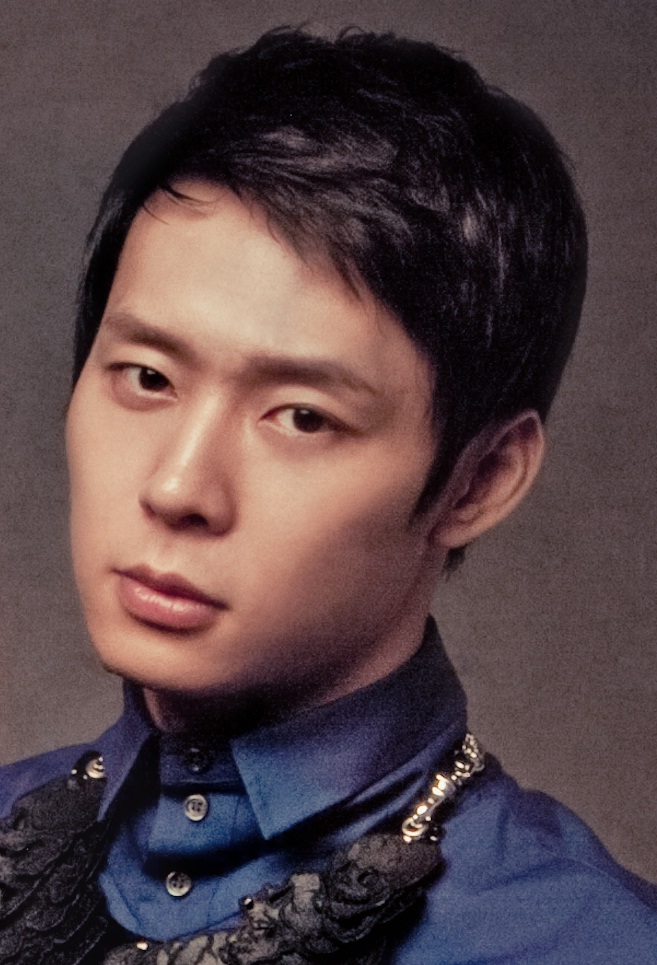
Park Yoo-chun em 2012

Em setembro de 2010, Park continuou a realizar as atividades de seu grupo JYJ, que lançou o extended play chamado The ..., o qual estreou em número um na parada japonesa Oricon Albums Chart. Apesar da Avex ter anunciado a suspensão das atividades do trio no Japão, no mesmo mês daquele ano. Ainda em 2010, o JYJ lançou o álbum The Beginning em inglês e o promoveu através de uma turnê mundial com datas na Coreia do Sul, Sudeste Asiático e Estados Unidos. Mais tarde em 25 de janeiro de 2011, foi lançado seu extended play em coreano Their Rooms 'Our Story' e Park excursionou pela Ásia e América do Norte pela primeira turnê mundial do JYJ. A turnê foi estendida para a Europa e América do Sul, adicionando mais quatro paradas na Espanha, Alemanha, Chile e Peru. Em setembro de 2011, o grupo lançou seu segundo álbum e o primeiro álbum totalmente em língua coreana In Heaven.
No mesmo ano, Park estrelou o drama Miss Ripley da MBC. Seu personagem, Song Yoo-hyun, o faz interpretar um diretor metade coreano e metade japonês, que se apaixona cegamente pela anti-heroína. Durante o MBC Drama Awards de 2011, Park venceu o prêmio de "Melhor Novato" por seu papel como protagonista em Miss Ripley.
Em 2012, Park estrelou Rooftop Prince pela SBS, onde interpretou Park foi Lee Gak, um príncipe da era Joseon que viaja 300 anos até os dias atuais, e também como Yong Tae-yong, a terceira geração de um conglomerado. Em 30 de agosto, Park venceu o prêmio de "Ator Mais Popular de Drama de TV" no Baeksang Arts Awards, coroando-o como o ator mais popular por dois anos consecutivos. Em 7 de novembro, Park voltou à televisão participando de seu quarto drama televisivo, Missing You da MBC, no qual interpretou o detetive de homicídios Han Jung-woo que, no passado, havia se separado de seu primeiro amor. Tendo interpretado o personagem principal em um drama da SBS e da MBC em 2012, Park compareceu as premiações de ambas as emissoras recebendo diversos prêmios. Desde então, ele alcançou o chamado "Êxito completo" ao ganhar troféus de cada um das três principais canais de televisão da Coreia do Sul, SBS, MBC e KBS.
Em 28 de novembro de 2012, a batalha legal entre o novo grupo JYJ e a S.M Entertainment se encerrou. Ambos os lados concordaram em retirar toda a acusação judicial um do outro e não interferir nas ações um do outro.

### 2013-2018: Serviço militar obrigatório, controvérsias e atividade de retorno
Entre os anos de 2014 e 2015, Park ganhou o título de "Melhor Ator Revelação" por sua atuação no filme Haemoo em diversos prêmios de entretenimento, incluindo o Baeksang Arts Awards, o Blue Dragon Awards, o Daejong Film Awards, o Busan International Film Festival e o SACF Beautiful Artists Awards. Em agosto de 2015, ele iniciou seu serviço militar obrigatório de dois anos na província de Chungcheong do Sul. Mais tarde, devido a sua asma, tornou-se um funcionário do serviço público.
Em junho de 2016, enquanto estava no meio de seu serviço militar obrigatório, Park se tornou alvo de várias acusações de agressão sexual de quatro mulheres. Park's agency denied all allegations. A agência de Park negou todas as alegações. Em 14 de julho de 2016, todas as acusações contra Park foram retiradas pela polícia e, em seguida, ele processou-os por difamação e chantagem. Em 17 de janeiro de 2017, o Tribunal Penal do Distrito Central de Seul decidiu em favor de Park, pronunciando um veredicto de culpado aos réus. Uma mulher, foi condenada a dois anos prisão, o namorado a um ano e seis meses e outro membro do grupo, a dois anos e seis meses. A segunda acusadora, teve seu primeiro julgamento realizado no Tribunal Distrital Central de Seul em 4 de abril de 2017, onde solicitou um julgamento público. Em 25 de outubro de 2017, ela recebeu uma decisão final de inocente por suposta falsa acusação e difamação, em seu primeiro e segundo julgamentos. Embora a promotoria tenha apresentado uma apelação ao veredicto, a suprema corte negou o pedido em 22 de dezembro de 2017. Em dezembro de 2018, ela entrou com uma ação contra Park por danos.
Em agosto de 2017, Park foi dispensado de seu serviço militar obrigatório, uma reunião de fãs e um mini-concerto intitulado "Reunion: Remember the Memories" foi anunciado para as datas de 10 e 11 de março de 2018, como sua primeira aparição pública depois de ter sido dispensado como funcionário do serviço público. Em 17 de janeiro de 2018, Park foi processado por um conhecido por 1,2 bilhão de wones por acusação de negligência, resultado de ferimentos causados por uma mordida de cachorro que ocorreu sete anos antes.

### 2019-presente: Primeiro álbum e retirada da indústria do entretenimento
Em 27 de fevereiro de 2019, Park lançou seu primeiro álbum de estúdio, Slow Dance. A fim de promover o álbum, foi realizado seu primeiro concerto solo na Coreia do Sul, em 2 de março, chamado de "Slow Dance in Seoul", além disso, uma turnê japonesa também teve início no mesmo mês.
Em 11 de abril de 2019, Park negou sua conexão com o escândalo do clube noturno Burning Sun, no qual sua ex-noiva, Hwang Ha-na, foi presa por acusações de uso de drogas. A conexão de Hwang com o caso veio após um funcionário do clube ter mencionado o nome dela, enquanto estava preso por uso de drogas. Em 24 de abril, a polícia solicitou um mandado de prisão para Park após um teste de drogas em uma amostra de seu cabelo, teve resultado positivo para a metanfetamina. Park tornou-se suspeito de comprar 1,5 gramas de metanfetaminas em três ocasiões e utilizá-los em cinco ocasiões com Hwang no início de 2019. Ele também era suspeito de tentar destruir evidências pintando os cabelos e raspando os pelos do corpo antes de passar pelo teste de drogas. Mais tarde, foi anunciado por sua agência C-JeS Entertainment, que seu contrato seria rescindido e ele se aposentaria da indústria do entretenimento. Em 26 de abril, Park foi preso por suspeita de compra e uso de metanfetamina. Ele reverteu sua alegação anterior de inocência e admitiu as acusações de uso de drogas contra ele. Em 17 de maio, Park foi formalmente indiciado. Em 2 de julho, ele foi condenado a dois anos de liberdade condicional e recebeu uma multa de 1,4 milhão de won.
Em 15 de julho de 2019, o tribunal realizou uma arbitragem obrigatória para resolver o caso da segunda acusadora de agressão sexual e ordenou que Park pagasse 100 milhões de wones a mulher em questão. Em 30 de julho, a polícia declarou que iniciaria uma investigando pela alegação de suborno na investigação de agressão sexual de Park.

## Discografia
- How Much Love Do You Have In Your Wallet (2016) (em coreano)
- Slow Dance (2019)

### Colaborações em canções
- "Tokyo Lovelight" - DJ Makai feat. Yuchun (2009)
- "An Empty space for you" - Miss Ripley OST (2011)
- "놀러가자" - Gummy feat. Yuchun (2014)

## Filmografia

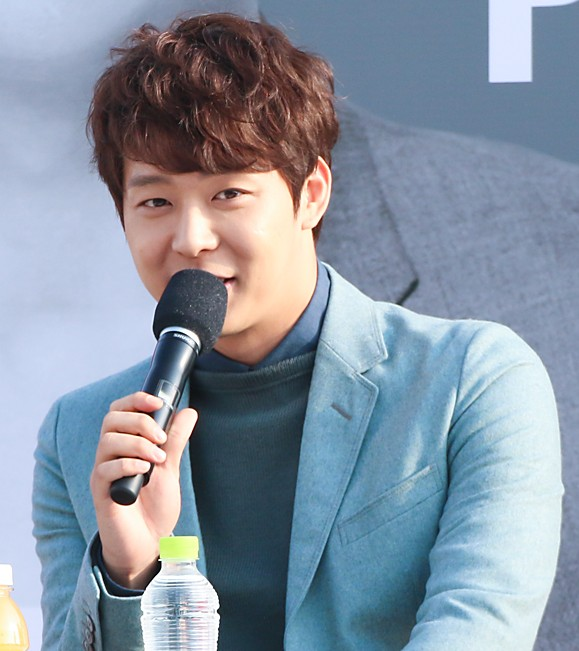
Park Yoo-chun durante uma conversa no BIFF em 2014

### Televisão
| Ano  | Título                        | Papel                         | Emissora     |
| ---- | ----------------------------- | ----------------------------- | ------------ |
| 2005 | Rainbow Romance               | Yoochun                       | MBC          |
| 2005 | Banjun Theater                | estudante do ensino médio     | SBS          |
| 2005 | Banjun Theater                | esgrimista mascarado, escravo | SBS          |
| 2006 | Banjun Theater                | Ele mesmo                     | SBS          |
| 2006 | Vacation                      | Ele mesmo                     |              |
| 2010 | 君がいれば ～Beautiful Love～ | Young-soo                     | BeeTV mobile |
| 2010 | Sungkyunkwan Scandal          | Lee Sun-joon                  | KBS2         |
| 2011 | Miss Ripley                   | Song Yoo-hyun / Yutaka        | MBC          |
| 2012 | Rooftop Prince                | Lee Gak / Yong Tae-yong       | SBS          |
| 2012 | Missing You                   | Han Jung-woo                  | MBC          |
| 2014 | Three Days                    | Han Tae-kyung                 | SBS          |
| 2015 | The Girl Who Sees Smells      | Choi Mu-gak                   | SBS          |

### Filmes
| Ano  | Título          | Papel            | Língua  |
| ---- | --------------- | ---------------- | ------- |
| 2005 | Dating on Earth | Park Yoochun     | Coreano |
| 2014 | Haemoo          | Dong-shik        | Coreano |
| 2017 | Lucid Dream     | Homem misterioso | Coreano |

### Narração
| Ano  | Título                               | Emissora | Notas                                                                       |
| ---- | ------------------------------------ | -------- | --------------------------------------------------------------------------- |
| 2011 | The Hometown in Which I Used to Live | MBC      | Documentário sobre cidades pequenas.                                        |
| 2014 | Human Documentary Love - Ep. 4       | MBC      | Documentário sobre gêmeos siameses.                                         |
| 2015 | 기적의 피아노 / The Piano            | -        | Filme-documentário sobre uma criança prodígio no piano e deficiente visual. |

### Programas de rádio
| Ano  | Título            | Notas                                     |
| ---- | ----------------- | ----------------------------------------- |
| 2007 | TVXQ Bigeastation | Park atuando como apresentador com o TVXQ |

## Turnês
- 1st Asia Fanmeeting Tour (2012)[51]
- Housewarming Party: fanmeeting (2014)[52]
- Loving Yu in China: fanmeeting tour (2015)[53]
- All About Yu: japan fanmeeting (2015)[54]
- Remember the memories: japan fanmeeting & miniconcert (2018)[55]

## Prêmios
- 2013 49º High1 PaekSang Arts Awards: Ator Mais Popular de Drama de TV (I Miss You)
- 2012 SBS Drama Awards: Prêmio Excelência, Ator - Drama Especial (Rooftop Prince)
- 2012 SBS Drama Awards: Prêmio Top 10 Stars (Rooftop Prince)
- 2012 SBS Drama Awards: Prêmio de melhor Casal com Han Ji Min (Rooftop Prince)
- 2012 SBS Drama Awards: Prêmio de Popularidade (Rooftop Prince)
- 2012 MBC Drama Awards: Prêmio de Ator de Excelência de Mini Series (I Miss You)
- 2012 7º Seoul International Drama Awards: Ator Coreano Proeminente (Rooftop Prince)
- 2012 7º Seoul International Drama Awards: Prêmio Escolha do Público (Rooftop Prince)
- 2012 48º Baeksang Arts Awards: Ator Mais Popular de Drama de TV (Miss Ripley)
- 2011 6º Seoul International Drama Awards: Ator Coreano Proeminente (Sungkyunkwan Scandal)
- 2011 6º Seoul International Drama Awards: Prêmio de Escolha do Público (Sungkyunkwan Scandal)
- 2011 MBC Drama Awards: Prêmio de Ator Estreante de Mini Series (Miss Ripley)
- 2011 47º Baeksang Arts Awards: Ator Mais Popular de Drama de TV (Sungkyunkwan Scandal)
- 2011 47º Baeksang Arts Awards: Ator Estreante de Drama de TV (Sungkyunkwan Scandal)
- 2010 KBS Drama Awards: Prêmio de Ator Estreante (Sungkyunkwan Scandal)
- 2010 KBS Drama Awards: Prêmio Netizens (Sungkyunkwan Scandal)
- 2010 KBS Drama Awards: Prêmio de Melhor Casal com Park Min Young (Sungkyunkwan Scandal)